# 金加信号場
金加信号場（クムガしんごうじょう）は、大韓民国忠清北道忠州市にある韓国鉄道公社（KORAIL）の信号場である。

## 路線
- 韓国鉄道公社
  - 中部内陸線

## 歴史
- 2021年12月31日 - 開業。

## 隣の駅
韓国鉄道公社
中部内陸線
仰城温泉駅 - 金加信号場 - 忠州駅